# Kamenec (Bělorusko)
Kamenec (bělorusky Ка́менец nebo Камяне́ц – Kamjanec, rusky Ка́менец – Kameněc, polsky Kamieniec) je město v Brestské oblasti v Bělorusku, správní středisko Kamjaněckého rajónu. K roku 2017 měl přes osm tisíc obyvatel.

## Poloha
Kamenec leží na řece Ljasnaji (přítoku Západního Bugu v povodí Visly). Od Brestu je vzdálen přibližně třiatřicet kilometrů severně.

## Dějiny
Nejstarší dochovaná písemná zmínka o Kamenci je z Haličsko-volyňského letopisu k roku 1276.
V roce 1366 se stal součástí litevského velkoknížectví. V roce 1376 jej srovnala se zemí výprava řádu německých rytířů, ale byl brzy vystavěn znovu.
V roce 1503 získal Kamenec vlastní městskou samosprávu. V rámci třetího dělení Polska připadl Rusku.
V meziválečném období náležel v letech 1921 až 1939 Kamenec do Druhé polské republiky jako Kaminiec Litewski. Během druhé světové války byla za okupace nacistickým Německem zničena zdejší židovská komunita. Po konci války po roce 1945 připadl Kamenec do Běloruské sovětské socialistické republiky a následně se stal v roce 1991 součástí samostatného Běloruska.

### Rodáci
- Pavel Lyžyn (* 1981), koulař
- Sjarhej Viktaravič Kisljak (*1987), fotbalista